# Jean De Clercq
Jean De Clercq (Anversa, 17 maggio 1905 – Zoersel, 20 marzo 1984) è stato un calciatore e allenatore di calcio belga.

## Carriera
In carriera, De Clercq giocò per il Beerschot VAV e il Royal Antwerp FC per il quale fu anche allenatore assieme a Richard Gedopt.
Con la Nazionale belga, disputò il Mondiale 1930.

## Palmarès

### Club
- Campionato belga: 2

Royal Antwerp FC: 1929, 1931